# Nazawizów
Nazawizów (ukr. Назавизів) – wieś na Ukrainie, w obwodzie iwanofrankiwskim, w rejonie nadwórniańskim.